# مخطط حضري
المُخطِط الحَضَري (بالإنجليزية: urban planner)، هو الشخص المُتمرس في مجال التخطيط الحضري.
قد يركز المخطط الحضري على مجال معين من مجالات الممارسة ويكون له لقب مثل مخطط المدينة، مخطط البلدة، المخطط الإقليمي، مخطط النقل، مخطط البنية التحتية، مخطط البيئة، مخطط الحدائق، مخطط الصحة، محلل التخطيط أو مصمم حضري أو مدير تنمية مجتمع أو أخصائي تنمية اقتصادية أو ألقاب أخرى مماثلة. تم تأسيس جمعية دولية لمتخصصي التخطيط (ISOCARP) في عام 1965 في هولندا وتضم حاليًا حوالي 700 عضو في أكثر من 80 دولة.

## المسؤوليات
تتباين مسؤوليات المخطط الحضري بين الولايات القضائية وأحيانًا داخل الولايات القضائية. وبالتالي فإن ما يلي هو وصف عام لمسؤوليات المخطط الحضري، والذي عادة ما يمارس المخطط الحضري اثنين أو أكثر منها. قد يتخصص المخطط الحضري أيضًا في مسؤولية واحدة فقط.

### تخطيط استخدام الأراضي
يهتم المخططون الحضريون المتخصصون في تخطيط استخدام الأراضي في الغالب بتنظيم استخدام الأراضي وتطويرها وتقسيمها، بهدف تحقيق نتائج التخطيط الحضري المرغوبة.
يتم تحقيق تنظيم استخدام الأراضي وتطويرها من خلال صياغة واعتماد أدوات التخطيط المصممة للتأثير على استخدام الأراضي والأهداف المبنية من الولاية القضائية. تتخذ أدوات التخطيط شكل تشريعات وسياسة. غالبًا ما تقوم أدوات التخطيط بمساحة الأرض أو حجزها لأغراض معينة، ويتم تقديمها في شكل خريطة أو خطة تقسيم المناطق. المخطط الحضري مكلف بإعداد أدوات التخطيط وخطط تقسيم المناطق. علاوة على ذلك، نظرًا لأن التطوير العمراني نادراً ما يكون ثابتًا وتتغير أهداف التخطيط الحضري من وقت لآخر، فإن المخطط الحضري سيكون مسؤولًا عن الحفاظ على أدوات التخطيط وخطط تقسيم المناطق بشكل مستمر لضمان تحديثها.
عادة ما يتم التخطيط للتشاور مع المجتمع وأصحاب المصلحة الآخرين من قبل المخططين الحضريين في معظم الولايات القضائية عند إعداد أدوات التخطيط وتحديثها. يختلف مستوى التشاور حسب المشروع.
المخطط الحضري سيكون مسؤولاً أيضاً عن تنفيذ أدوات التخطيط. يتم تحقيق ذلك من خلال عملية التصاريح، حيث يُطلب من مؤيدي التطوير المقترح أو تغيير في استخدام الأراضي أو التقسيم الفرعي المقترح للتخصيص الحصول على تصريح أو موافقة أو ترخيص على التطوير أو التغيير المقترح. سيتم تكليف مخطط حضري بالنظر في الاقتراح وتحديد ما إذا كان يتوافق مع القصد والأحكام المحددة في أدوات التخطيط المعمول بها وخطط تقسيم المناطق. اعتمادًا على الاختصاص القضائي، قد يكون للمخطط الحضري سلطة تحديد الاقتراح؛ وإلا فإن المخطط سيقدم توصية إلى صانع القرار، وغالبًا ما تكون لجنة من غير المخططين (مثثالاً على ذلك، المجلس المنتخب للحكومة المحلية).
يكون المخطط الحضري مسؤولاً في بعض الأحيان عن التحقيق في التطوير أو استخدام الأراضي الذي تمت دون ترخيص. في العديد من الولايات القضائية، يمكن للمخططين الحضريين المطالبة بوقف استخدام الأراضي غير المصرح به وإعادة التطوير غير المصرح به إلى حالته السابقة للتطوير ؛ أو بدلا من ذلك بأثر رجعي الموافقة على التنمية غير المصرح به أو استخدام الأراضي.

### التخطيط الحضري الاستراتيجي
من أجل التخطيط الفعال للتنمية والنمو على المدى الطويل، سيكون المخطط الحضري مسؤولاً عن إعداد خطة إستراتيجية (معروفة أيضًا في مختلف الولايات القضائية بأسماء مثل خطة التنمية والاستراتيجية الأساسية والخطة الشاملة واستراتيجية التخطيط وخطة الهيكل، إلخ.). يحدد التخطيط الحضري الاستراتيجي الأهداف الرفيعة المستوى ومبادئ النمو الخاصة بالولاية القضائية، والتي بدورها ستُبلغ عن إعداد وتعديل أدوات التخطيط القانوني داخل تلك الولاية القضائية.

### التخطيط الإقليمي
يتناول التخطيط الإقليمي تخطيط استخدام الأراضي والبنية التحتية ونمو المستوطنات في منطقة جغرافية تمتد إلى مدينة بأكملها أو خارجها. في هذا السياق، دور المخطط الحضري هو النظر في التخطيط الحضري على نطاق واسع. التخطيط الإقليمي لا يهتم بالتخطيط على المستوى المحلي.

### التراث والحفظ
قد يكون المخطط الحضري مسؤولاً عن تحديد وحماية وصيانة أو استعادة المباني والأماكن التي حددها المجتمع على أنها ذات أهمية تراث ثقافي. وقد يشمل ذلك مهمة تجميع سجل التراث والحفاظ عليه، وإيجاد حوافز لتشجيع أعمال الحفظ وإتاحتها، والنظر في مقترحات لإعادة تطوير أو استخدام مكان مدرج في قائمة التراث.

### تنشيط المناطق الحضرية
مع انخفاض المناطق الحضرية، قد يتم تكليف مخطط حضري بإعداد خطة لإعادة تطوير منطقة حضرية. لا تقتصر هذه الخطط على موقع التطوير الفردي، بل تشمل المنطقة أو المقاطعة التي يتم إعداد خطة إعادة التطوير الحضري عليها.
غالبًا ما يعتمد التنشيط الحضري على الحصول على تمويل من المصادر الحكومية للمساعدة في تجديد المنطقة؛ يمكن استخدام التمويل لمجموعة متنوعة من الأغراض مثل تحسين الطرق العامة والحدائق العامة وغيرها من الأماكن العامة، وتطوير البنية التحتية، واقتناء الأراضي. سيكون المخطط الحضري مسؤولاً عن تقدير تكلفة خطة الإنعاش الحضري والحصول على تمويل لأعمال البنية التحتية اللازمة لتنفيذ خطة التجديد الحضري.
سيحتاج المخطط الحضري لمشروع التنشيط الحضري إلى الاتصال الوثيق مع أصحاب المصلحة أثناء إعداد وتنفيذ الخطة، بما في ذلك الوكالات الحكومية وملاك الأراضي والجماعات المجتمعية.

### التخطيط الرئيسي
سيتم إعداد خطة رئيسية للعديد من مشاريع تطوير الحقول الخضراء. الغرض من الخطة الرئيسية هو الاستعداد للتخطيط المكاني النهائي لاستخدامات الأراضي لمنطقة تطوير مستقبلية. ستنظر الخطة الرئيسية في البنية التحتية المطلوبة لخدمة التطوير وتحديد احتياجات ومواقع المرافق الحضرية بما في ذلك الأراضي التجارية والصناعية والمرافق المجتمعية والمدارس والحدائق العامة والنقل العام والطرق الرئيسية واستخدامات الأراضي، داخل وخارج المعلم على حد سواء خطة المنطقة، والنظر في التدريج لتطوير منطقة المخطط الرئيسي.
سيكون المخطط الحضري مسؤولاً عن تنسيق مختلف مدخلات المستشارين المحترفين، ووضع البنية التحتية للخطة الرئيسية واستخدامات الأراضي. سيكون من الضروري غالبًا أن يتشاور المخطط الحضري مع مالكي الأراضي والهيئات الحكومية المتأثرة بالخطة الرئيسية.

### تخطيط النقل
قد يكون المخطط الحضري مسؤولاً عن التخطيط لمرافق النقل والبنية التحتية في المناطق الحضرية والأقاليمية.

### النمو الإقتصادي
قد تمتد مسؤولية المخطط الحضري إلى التنمية الاقتصادية. بهذا السياق، قد يكون المخطط الحضري مسؤولاً عن تحديد فرص النمو الاقتصادي، وتشجيع الاستثمار في المنطقة.

### التخطيط البيئي
قد يهتم المخطط الحضري بتأثير استخدام الأراضي وتنميتها وتقسيمها على البيئة الطبيعية بما في ذلك الأرض والمياه والنباتات والحيوانات لتحقيق نتائج مستدامة.

### التصميم الحضري
سيقوم المخطط الحضري بتطوير تصميم المساحات العامة (الشوارع والساحات والحدائق العامة وما إلى ذلك) والعلاقة بين الشكل المبني والمساحات العامة. بناءً على تدريب البلد والمخطط، قد يعمل مع متخصصين آخرين في التصميم مثل المهندسين المدنيين أو المهندسين المعماريين أو مهندسي المناظر الطبيعية لاستكمال وبناء التصميم.

### تخطيط البنية التحتية
قد يُطلب من المخطط الحضري التخطيط للتزويد في المستقبل بالبنية التحتية للأشغال العامة مثل إمدادات المياه والصرف الصحي والكهرباء والاتصالات والبنية التحتية للنقل والبنية التحتية المجتمعية بما في ذلك المدارس والمستشفيات والحدائق العامة.

## التعليم والتدريب
التخطيط الحضري كمهنة هو مجال صغير نسبياً. قليل من الوكالات الحكومية تقيد هذه المهنة أو ترخص لها. ونتيجة لذلك، يزعم عدد من التخصصات الأخرى ذات الصلة بنشاط أن لديه التدريب والخبرة والنطاق المهني لممارسة التخطيط الحضري. في حين أن منظمات مثل الجمعية الأمريكية للتخطيط والمعهد الكندي للمخططين ومعهد رويال تاون للتخطيط تصادق على المخططين المُتمرسيين، فإن آخرين في المجالات ذات الصلة مثل هندسة المناظر الطبيعية يدّعون أيضًا أن لديهم استقلالية مهنية في التخطيط الحضري. حاولت الجهود الدولية تحديد دور المخططين الحضريين من خلال قوانين الترخيص. ولاية نيو جيرسي تقوم بالترخيص للمخططين المحترفين. تحمي المقاطعات الكندية في أونتاريو وألبرتا لقب المخطط المهني المسجّل فقط لأولئك الذين لديهم تعليم وخبرة معتمدون في برنامج السي آي بي "CIP" أو ما يعادلها.

## المخططين الحضريين حسب الدولة

### كندا
عادة ما يحمل المخططين الحضريين في كندا شهادات البكالوريوس في التخطيط أو درجة الماجستير، وعادةً ما يكونون حاصلين على درجة الماجستير في التخطيط، أو ماجستير في التخطيط الحضري (MUP) (ماجستير في تخطيط المدن)، ماجستير في العلوم في التخطيط)، ماجستير في الدراسات البيئية (ماجستير في الدراسات البيئية) أو مجرد شهادة ماجستير.

### اليونان
يتخرج المخططون الحضريون في اليونان من كليات الهندسة. جامعة أرسطو وجامعة ثيساليا هما الجامعتان اللتان توفران دراسات جامعية في التخطيط الحضري في اليونان.

### الهند
على الرغم من أن التخطيط ليس مهنة معترف بها بموجب القانون الهندي، إلا أن المهنة بدأت في عام 1941 مع كلية التخطيط والعمارة كقسم للهندسة المعمارية بكلية دلهي للهندسة الآن بجامعة دلهي التكنولوجية. تم دمجها لاحقًا مع مدرسة تخطيط المدن والبلد التي أنشأتها حكومة الهند في عام 1955 لتوفير مرافق للتخطيط الريفي والحضري والإقليمي. فيما يتعلق بالتكامل، تم تغيير اسم المدرسة إلى مدرسة التخطيط والعمارة في عام 1959. واليوم، تعد واحدة من المدارس الرائدة لمتابعة دراسات التخطيط على مستوى البكالوريوس والماجستير وما بعد الدكتوراه.

### إسرائيل
تأسست جمعية المخططين الإسرائيليين في عام 1965. يتم تدريس التخطيط الحضري من قبل كلية العمارة والتخطيط العمراني في التخنيون في حيفا ومركز الدراسات الحضرية والإقليمية.

### المكسيك
يتخرج المخططون الحضريون في المكسيك عادة من خلفية العمارة التي توفرها الجامعات الكبرى في البلاد. يمكن منح معظم هذه الشهادات في الدراسات العليا للماجستير، على الرغم من وجود درجات البكالوريوس المتاحة أيضًا.

### نيوزيلندا
يجلب المخطط ذو الخبرة والمعرفة المهنية لتطوير وتنفيذ السياسة بما يحقق بيئات إنتاجية ملائمة للعيش ومستدامة. يدعم المخططون المجتمعات ويوفرون القيادة في اتخاذ قرارات مستنيرة بشأن عواقب الإجراءات البشرية وفي سد الفجوة بين الحاضر والمستقبل. يجب على المخططين النظر في مجموعة من العوامل الإستراتيجية والسياسة والتقنية والقانونية والإدارية والمجتمعية والبيئية وتحقيق التوازن بينها في مساهماتهم في اتخاذ القرارات المستنيرة.
يتم استخدام المخططين في أدوار عامة وخاصة يستخدمون معارفهم وخبراتهم في مختلف المؤسسات والمؤسّسات المجتمعية لتوفير القيادة، وإجراء البحوث، وحل المشكلات، وتقييم البدائل والنتائج، وإدارة التغيير، والتصور، وتقديم المشورة والتوجيه بشأن الاتجاهات المستقبلية المرغوبة.
.

### نيجيريا
في نيجيريا ، يعد المعهد النيجيري لمخططي المدن (NITP) ومجلس تسجيل مخططي المدن (TOPREC) من الهيئات الرائدة المكلفة بمسؤولية تحسين التدريب والتعليم والممارسة المهنية للتخطيط في نيجيريا.

### فلسطين
تولى المخططون في فلسطين المسؤولية بعد تولي السلطة الفلسطينية الحكم في الضفة الغربية وغزة. تم تدريب المخططين من قبل مستشارين نرويجيين باسم «خطة فياك» في البداية كجزء من مشروع تدريب القدرات المؤسسية الذي تموله الحكومة النرويجية. كل من جامعتي بيرزيت وألنجا حاصلين على درجة البكالوريوس والماجستير في التخطيط ويمكن للمخططين المتخصصين في مجالات مختلفة.

## التخطيط الحضري في وسائل الإعلام
في مسلسل ساينفيلد وتحديداً في حلقة الشاحنة أحرقت الأولاد "The Van Buren Boys"، يقدم جورج منحة دراسية لطالب متوسط مهتم في البداية بأن يصبح مهندسًا معماريًا، ولكنه يقرر لاحقًا بتحويل اهتمامه إلى التخطيط الحضري.